# Anne-Marie Chang
Pour les articles homonymes, voir Chang.
 (mars 2024).
La mise en forme du texte ne suit pas les recommandations de Wikipédia : il faut le « wikifier ».
Les points d'amélioration suivants sont les cas les plus fréquents. Le détail des points à revoir est peut-être précisé sur la page de discussion.
- Les titres sont pré-formatés par le logiciel. Ils ne sont ni en capitales, ni en gras.
- Le texte ne doit pas être écrit en capitales (les noms de famille non plus), ni en gras, ni en italique, ni en « petit »…
- Le gras n'est utilisé que pour surligner le titre de l'article dans l'introduction, une seule fois.
- L'italique est rarement utilisé : mots en langue étrangère, titres d'œuvres, noms de bateaux, etc.
- Les citations ne sont pas en italique mais en corps de texte normal. Elles sont entourées par des guillemets français : « et ».
- Les listes à puces sont à éviter, des paragraphes rédigés étant largement préférés. Les tableaux sont à réserver à la présentation de données structurées (résultats, etc.).
- Les appels de note de bas de page (petits chiffres en exposant, introduits par l'outil «  Source ») sont à placer entre la fin de phrase et le point final[comme ça].
- Les liens internes (vers d'autres articles de Wikipédia) sont à choisir avec parcimonie. Créez des liens vers des articles approfondissant le sujet. Les termes génériques sans rapport avec le sujet sont à éviter, ainsi que les répétitions de liens vers un même terme.
- Les liens externes sont à placer uniquement dans une section « Liens externes », à la fin de l'article. Ces liens sont à choisir avec parcimonie suivant les règles définies. Si un lien sert de source à l'article, son insertion dans le texte est à faire par les notes de bas de page.
- La présentation des références doit suivre les conventions bibliographiques. Il est recommandé d'utiliser les modèles {{Ouvrage}}, {{Chapitre}}, {{Article}}, {{Lien web}} et/ou {{Bibliographie}}. Le mode d'édition visuel peut mettre en forme automatiquement les références.
- Insérer une infobox (cadre d'informations à droite) n'est pas obligatoire pour parachever la mise en page.

Pour une aide détaillée, merci de consulter Aide:Wikification.
Si vous pensez que ces points ont été résolus, vous pouvez retirer ce bandeau et améliorer la mise en forme d'un autre article.
 (avril 2023).
Anne-Marie Chang est une chercheuse dans le domaine du sommeil et des rythmes circadiens et est actuellement professeure adjointe en médecine comportementale à l'université de Pennsylvania State. Elle a obtenu son doctorat en neurosciences à l'Université Northwestern en 2003.
Ses recherches portent sur les effets de la physiologie et du comportement du sommeil, des rythmes circadiens, de la santé cardio-métabolique, de la fonction cognitive et de la génomique. Les recherches d' Anne-Marie Chang se concentrent sur la compréhension des problèmes de santé résultants d'interruptions du sommeil, notamment la perte de sommeil. Par ses recherches, Anne Marie Chang travaille à élucider les secrets de la régulation génétique, des rythmes physiologique et du comportement rythmique qui sont à la base du sommeil et des rythmes circadiens chez les humains et les souris. Ses recherches se sont depuis élargies et incluent les interactions entre le sommeil et les rythmes circadiens et fonctions cardio-métaboliques.

## Recherche
Les premières recherches d'Anne Marie se concentraient sur l'identification des gènes qui régulent les rythmes circadiens chez les mammifères et leurs effets sur le comportement du sommeil. Ces études ont donné naissance à des méthodes expérimentales nécessaires à la localisation et à la mutation du gène Clock murin, qui est désormais reconnu comme un contributeur central à l'horloge circadienne des mammifères. D'autres expériences ont révélé que la mutation du gène Clock chez la souris réduisait l'expression du gène périodique et améliorait l'efficacité de l'entraînement.

### Santé du sommeil
Anne-Marie a apporté de nombreuses contributions à la recherche sur la santé du sommeil, en particulier sur la manière dont la santé des adolescents est liée aux caractéristiques du sommeil. Une grande partie de ces travaux se concentrent sur la manière dont la privation de sommeil affecte la cognition et les résultats physiologiques. Une de ces études a révélé que la durée et la qualité du sommeil sont liées au temps passé devant les écrans et aux symptômes dépressifs chez les adolescents. L'équipe de recherche suggère que des pratiques telles que la limitation du temps passé devant un écran avant le coucher, la réduction de l'exposition à la lumière bleue et l'établissement d'une routines de sommeil régulière sont essentielles à la santé du sommeil des adolescents. Une autre intervention qu'Anne Marie et son équipe recommandent pour améliorer la santé des adolescents consiste à établir une routine familiale pour créer un environnement favorisant le sommeil et mettre l'accent sur de saines habitudes de sommeil. Son équipe a également découvert qu’une durée de sommeil plus courte et un décalage horaire social plus important sont tous deux associés à des symptômes plus anxieux et dépressifs chez les adolescents. Ces études ont mis en évidence l'importance d'une durée de sommeil adéquate et d'horaires de sommeil réguliers pour promouvoir la santé mentale en réduisant l'anxiété des adolescents, car Chang a découvert qu'une courte durée de sommeil et les symptômes d'anxiété ont une relation réciproque.
D'autres études menées par Anne Marie et son équipe se sont concentrées sur le syndrome de phase de sommeil retardée (DSPS) et la synchronisation du sommeil. Ils ont découvert que les personnes atteintes de DSPS dorment plus tard que leur rythme circadien endogène et que la photothérapie et la mélatonine peuvent aider à modifier leurs rythmes circadiens à plus tôt, améliorant ainsi la santé du sommeil. Anne Marie a également déterminé que les symptômes des patients atteints de DSPS ne pouvaient pas être associer aux phases entre les schémas veille-sommeil et les rythmes circadiens. Anne Marie a également étudié les effets de l'exposition à la lumière sur les retards de phase du rythme circadien de la mélatonine chez l'homme. Elle a constaté qu'il existe des preuves solides d'une réponse de réinitialisation non linéaire du stimulateur cardiaque à la durée de la lumière. Cela a été davantage souligné dans son enquête sur l'utilisation de liseuses électroniques émettant de la lumière le soir et ses effets sur le sommeil, le rythme circadien et la vigilance le lendemain matin. Anne Marie a découvert que l'exposition nocturne aux livres électroniques entraînait des retards de phase dans l'horloge circadienne et supprimait la mélatonine, affectant ainsi le sommeil et la santé.
Les travaux d'Anne Marie ont également mis en évidence l'impact du manque de sommeil sur les athlètes universitaires. Les athlètes universitaires souffrant de privation de sommeil  connaissent une diminution du temps de réaction, une prise de décision altérée, une endurance et une force réduites, un risque accru de blessure et une fonction cognitive altérée, ce qui suggère que le sommeil peut être un facteur important à prendre en compte dans l'entraînement et la performance des athlètes universitaires.
De plus, Anne Marie a étudié le lien entre la discrimination sur le lieu de travail et la qualité du sommeil - par exemple, les femmes victimes de discrimination sur leur lieu de travail présentent une mauvaise santé du sommeil. Anne Marie et son équipe étudient également comment les différences entre les sexes affectent la santé du sommeil et ont découvert que la période circadienne intrinsèque chez les femmes est plus longue que chez les hommes. Cette découverte est liée à la découverte selon laquelle, dans des conditions de sommeil identiques, les rythmes circadiens de la mélatonine et de la température corporelle chez les femmes se produisent plus tôt que chez les hommes, d'une heure en moyenne.

### Génétique humaine du sommeil
Une grande partie des travaux récents d'Anne Marie ont exploré comment les comportements humains en matière de sommeil étaient affectés par des mutations dans les gènes circadiens. Par exemple, les mutations du gène Per2 ont été associées à des chronotypes ultérieurs et à des niveaux variés de sommeil lent et de sommeil paradoxal,. Elle a découvert plusieurs mutants de gènes circadiens qui sont en corrélation avec divers résultats pour les affections liées au manque de sommeil et a classé d'autres gènes comme ayant peu ou pas d'effet sur la santé du sommeil,.

### Implications du sommeil sur la santé cardiovasculaire et métabolique
Anne Marie a élargi ses recherches en science du sommeil pour inclure les implications des comportements de sommeil sur la santé cardiovasculaire et métabolique. Ses recherches ont également présenté l'effet du sommeil sur la santé métabolique. Par exemple, elle a étudié l’association entre le sommeil et la réponse lipémique et a suggéré la présence d’une association entre la durée du sommeil et l’hydratation, ainsi qu’entre le sommeil et l’IMC chez les adolescents,,,. Elle a également découvert que la restriction du sommeil affecte l’ampleur et la variabilité de la production de force visuellement et guidée par la mémoire. De plus, elle a également conclu de ses recherches que la santé du sommeil est associée à la consommation du petit-déjeuner, et qu'un mauvais sommeil et de mauvais comportements alimentaires ont donc un impact négatif sur la santé métabolique future. Les recherches d'Anne Marie soutiennent l'idée selon laquelle un sommeil insuffisant est positivement associé à un risque accru de maladie métabolique

### Prolonger le sommeil pour améliorer le bien-être
Une grande partie des recherches d'Anne Marie reflètent la corrélation entre le sommeil et le rythme circadien et le bien-être social/individuel. Ses recherches ont mis en évidence les différences de durée de sommeil entre différents groupes d'âge, groupes ethno-raciaux et entre sexes. Ces recherches présentent une importance socio-environnementale et mèneront à d'autres études.
Elle a également étudié les effets de l’exposition à la fumée secondaire sur les enfants et leur durée de sommeil et a découvert que l’exposition à la fumée secondaire avait un impact négatif et des conséquences à long terme sur la durée du sommeil des enfants.

## Publications notables
- Ronald M. Evans et Ying-Hui Chen, « Mutagenèse et cartographie d'un gène de souris, horloge, essentiel au comportement circadien », Science 264, no. 5159 (1994) : 719-25[26].
- Anne-Marie Chang, Daniel A.eschbach, Jeanne F. Duffy et Charles A. Czeisler, « L'utilisation de liseuses électroniques émettant de la lumière en soirée affecte négativement le sommeil, le rythme circadien et la vigilance du lendemain matin », Actes de l'Académie nationale des sciences. des États-Unis d'Amérique 112, no. 4 (2015) : 1232-37[27].
- Christopher A. Bradfield et Steven M. Reppert, « Identification fonctionnelle du gène de l'horloge circadienne de la souris par sauvetage transgénique du BAC », Cell 89, no. 4 (1997) : 655-67[28].
- Jeanne F. Duffy, Charles A. Czeisler et Frank AJL Scheer, "Différence sexuelle dans la période intrinsèque de près de 24 heures du système de synchronisation circadien humain", Actes de l'Académie nationale des sciences des États-Unis d'Amérique 108, Non. Supplément_3 (2011) : 15602-08[12].
- Monique K. LeBourgeois, et al., « Médias numériques et sommeil dans l'enfance et l'adolescence », Pédiatrie 140, no. Supplément_2 (2017) : S92-S96[29].
- Mariana G. Figueiro, et al., « Réponses humaines à une lumière vive sous différentes durées », Journal of Biological Rhythms 27, no. 2 (2012) : 70-78[30].
- Jodi A. Mindell, et al., « Le sommeil dans la famille moderne : routines familiales protectrices pour le sommeil des enfants et des adolescents », Sleep Health : Journal of the National Sleep Foundation 1, no. 1 (2015) : 15-27[31].

## Prix
- Prix du développement de carrière du corps professoral BWH/Eleanor et Miles Shore (2012)[32]